# Генерал-губернатор Белиза
Генера́л-губерна́тор Бели́за (англ. Governor-General of Belize) — представитель монарха Белиза (в настоящее время король Карл III).
Поскольку монарх не может находиться во всех Королевствах Содружества, он назначает представителей для осуществления своих обязанностей в качестве короля Белиза. Генерал-губернаторы несут ответственность за назначение премьер-министра, а также других министров правительства после консультаций с премьер-министром.

## Список генерал-губернаторов Белиза
|   | Портрет                             | Имя                                                               | Вступил в должность | Покинул должность |
| - | ----------------------------------- | ----------------------------------------------------------------- | ------------------- | ----------------- |
| 1 | Штандарт генерал-губернатора Белиза | Дама Элмайра Минита Гордон (1930—2021) англ. Elmira Minita Gordon | 21 сентября 1981    | 17 ноября 1993    |
| 2 |                                     | Сэр Колвилл Норберт Янг (1932—) англ. Colville Norbert Young      | 17 ноября 1993      | 30 апреля 2021    |
| — |                                     | Стюарт Лесли (1964—) англ. Stuart Leslie                          | 30 апреля 2021      | 27 мая 2021       |
| 3 |                                     | Фройла Цалам (1964—) англ. Froyla Tzalam                          | 27 мая 2021         | действующий       |